# Bea di Vigliano
Bea di Vigliano (Vercelli, 12 febbraio 1920 – Bordighera, 21 aprile 2022) è stata una pittrice italiana.

## Biografia
Beatrice Avogadro di Vigliano in arte Bea di Vigliano ha vissuto un’infanzia itinerante a causa dei frequenti trasferimenti del padre Carlo, ufficiale dei carabinieri ed ha iniziato a dipingere a tredici anni ad Abbazia sotto la guida del pittore polacco Antonio Romanchuk. Ha mosso i primi passi con nature morte, per poi concentrarsi sui ritratti. La sua vocazione artistica era fortemente influenzata dall’eredità del nonno materno Alberto Barberis, pittore vercellese allievo di Ferdinando Rossaro. Bea ha vissuto a Baveno, sul Lago Maggiore, dove ha coraggiosamente collaborato con la Resistenza come staffetta partigiana, insieme al fratello Pietro. Successivamente, si è stabilita a Bordighera, che è diventata la sua residenza principale.
Nel 1943 ha organizzato la sua prima mostra personale a Biella, insieme a Sergio Bonfantini, allievo di Felice Casorati e fratello del celebre partigiano Mario. Nel dopoguerra, Bea ha aderito al gruppo degli "Indipendenti", un sodalizio artistico che comprendeva figure come Anselmo Bucci, Luciano Albertini e Alessandro Di Ceglie. Questo gruppo rappresentava un importante punto di incontro per artisti e intellettuali, accomunati dal desiderio di esplorare nuove espressioni artistiche. Ha partecipato a numerose esposizioni in Italia e all’estero, tra cui la Biennale di Venezia del 1947, e ha tenuto mostre personali e collettive in città come Milano, Torino, Parma, Bologna, Benevento, Montecarlo e New York.
Oltre alla pittura, Bea ha coltivato una natura avventurosa e sportiva, prendendo parte a competizioni di vela e canottaggio. Tra le sue esperienze più insolite si ricorda una gara in scooter da Sanremo a Cannes, promossa dalla Piaggio per il lancio della famosa Vespa. 
Negli anni Ottanta, insieme al giornalista Lucio Martelli, ha organizzato incontri culturali a Bordighera sotto il nome di “Gli Incantati”, ispirandosi a un omonimo gruppo fondato negli anni Quaranta a Milano. Questi incontri settimanali erano un’occasione per discutere di pittura, letteratura e poesia, coinvolgendo amici e appassionati. 
Ha iniziato il suo percorso artistico sotto la guida del pittore polacco Antonio Romanchuk e ha debuttato nel 1945 a Biella con Sergio Bonfantini e Celeste Borotti. L’anno successivo ha esposto a Stresa, presso l’Albergo Milano. Dopo una lunga pausa, è tornata a esporre nel 1957 a Bordighera, vincendo il prestigioso premio dedicato alla città. Nel 1967 ha esposto presso la Galleria di Via Montenapoleone a Milano. Le sue opere sono presenti in collezioni private sia in Italia sia all’estero.
Molti critici d’arte hanno apprezzato e raccontato il suo lavoro, tra cui Gian Antonio Porcheddu, Giuseppe Serra, Osvaldo Prandoni e Pier Luigi Albertoni. 

## Opere
Bea di Vigliano ha raccolto le sue opere più significative in una monografia, tracciando un percorso artistico che inizia nel 1941 e si snoda attraverso una vita di creatività e incontri. Tra le sue prime opere si distingue Il Circasso (1941), un ritratto di un partigiano realizzato durante la guerra. Questo quadro segna l’inizio di un percorso artistico che l’ha portata a esporre in Italia e all’estero, sempre con uno stile unico e personale. Nel difficile periodo della Resistenza, Bea si è avvicinata a un gruppo di artisti e scrittori che, pur vivendo in un’epoca di incertezza, coltivavano con determinazione le proprie passioni artistiche.
La sua appartenenza al gruppo degli "Indipendenti" ha rappresentato un momento di grande crescita professionale. A Milano, tra un bombardamento e l’altro, il gruppo riuniva artisti come Alessandro Di Ceglie, Antonio Arosio e Luciano Albertini. I loro incontri nello studio di Carlo Carrà a Milano o di Felice Casorati a Torino erano un’opportunità per scambiarsi idee e influenze. Bea non ha mai smesso di cercare nuove ispirazioni, esplorando paesaggi, emozioni e soggetti con una sensibilità unica. Ogni quadro è un frammento della sua visione del mondo, che esprime non solo solitudine ma anche un senso di profonda gioia interiore. La sua pittura si è sempre distinta per la capacità di trasformare emozioni in colore e poesia.
Tra le sue opere più significative spiccano i paesaggi liguri e i ritratti, che catturano con maestria le sfumature di un’epoca e le emozioni della vita quotidiana.

## Mostre
- 1945 Personale a Biella con Sergio Bonfantini e Borotti
- 1946 Personale a Stresa Albergo Milano
- 1947 Partecipa alla Biennale di Venezia
- 1957 Premio Bordighera
- 1958 Mostra collettiva 5 Bettole Bordighera
- 1959 Mostra collettiva Villefranche Francia
- 1960 Premio 5 Bettole Bordighera
- 1967 Mostra personale Galleria Monte Napoleone Milano
- 1968 Mostra collettiva Villefranche Francia
- 1975 Partecipa al Concorso nazionale di pittura Gattarella Gargano
- 1976 Partecipa al II concorso di pittura Gattarella Gargano
- 1981 Mostra personale Comune di Diano viarina
- 1982 Mostra personale Centro De Gasperi via Manzoni 31 Milano
- 1982 Mostra collettiva alla Galleria d'Arte Moderna New York
- 1982 Mostra personale Comune di Cirié Torino
- 1983 Mostra personale Circolo del presidio Torino
- 1983 Mostra personale a Montecarlo Monaco
- 1983 Mostra personale Accademia Ambrosiana d'Arte Milano
- 1984 Mostra personale UCAI via Manzoni 31 Milano